# Veselin Zrilić
Veselin Zrilić (* 3. März 1950 in Drvar) ist ein ehemaliger jugoslawischer Fußballspieler.

## Karriere

### Vereine
Zrilić, im Jahr 1968 von Tomislav Ivić, seinerzeit Trainer der Jugendmannschaft von Hajduk Split entdeckt, spielte zunächst zwei Saisons unter ihm. Zur Saison  1970/71 rückte er in die Erste Mannschaft auf. Unter Trainer Slavko Luštica gewann er am Ende seiner Premierensaison im Seniorenbereich die Jugoslawische Meisterschaft. Dass er dazu in nur acht Punktspielen beitragen konnte, war einerseits der Tatsache geschuldet, dass er sich dreimal das Schlüsselbein gebrochen hatte und operiert werden musste, zum anderen, das am erfahrenen Stürmer Petar Nadoveza kein Vorbeikommen war.
Noch während seiner Genesungszeit traten Verantwortliche des Zweitligisten NK GOŠK Gabela an ihn heran, sichtlich bemüht ihn für den Verein zu gewinnen. Mit der Vergünstigung einer Tätigkeit in einem Wasserkraftwerk und der Bereitstellung einer „winzigen“ Wohnung – Zrilić war bereits Vater zweier Kinder – stimmte er zu. Im Verlauf der Jahre trat der FK Leotar Trebinje an ihn heran, mit der Aussicht auf einer größeren Wohnung in Cavtat, 20 km südlich von Dubrovnik. Mit seiner längsten Vereinszugehörigkeit in Trebinje avancierte er mit mehr als 200 erzielten Meisterschaftstoren zum bis heute besten Torschützen des Vereins; darüber hinaus wurde er auch als der beste Spieler in der Geschichte des Vereins gekürt. Er widerstand den Verlockungen von Erstligaspielern von NK Osijek, HNK Rijeka und NK Olimpija Ljubljana, die unter seinem ehemaligen Trainer Slavko Luštica spielten, da er in Dubrovnik alles hatte; auch Angebote aus Spanien hatte er ausgeschlagen.

### Nationalmannschaft
Zrilić spielte im Jahr 1978 unter Trainer Otto Barić für die Amateurnationalmannschaft Jugoslawiens im Wettbewerb um den UEFA-Amateur-Cup. Am 15. Mai erreichte seine Mannschaft – nachdem sie sich zuvor im Halbfinale mit 3:1 im Elfmeterschießen gegen die Amateurnationalmannschaft Deutschlands durchgesetzt hatte – das Finale. In Athen wurde die Amateurnationalmannschaft Griechenlands mit 2:1 n. V. bezwungen.

## Erfolge
- UEFA Amateur Cup-Sieger 1978
- Jugoslawischer Meister 1971